# Jim Varney
James Albert Varney Jr. (Lexington, 1949. június 15. – White House, 2000. február 10.) amerikai színész, humorista. Leginkább Ernest P. Worrell szerepéről ismert, amelyért Daytime Emmy-díjat kapott, valamint filmekben és számos televíziós reklámkampányban tűnt fel. Ő alakította Jed Clampettet a Beverly Hill-dili filmadaptációjában (1993), valamint ő szolgáltatta Slinky kutya hangját a Toy Story-franchise első két filmjében (1995-1999).

## Élete
Varney a Kentucky állambeli Lexingtonban született. Gyermekkorában megmutatkozott az a tehetsége, hogy hosszú verseket és könyvek anyagának jelentős részeit memorizálta, amelyeket a család és a barátok szórakoztatására használt. Amikor kisfiú volt, az édesanyja mindig rajzfilmeket kapcsolt be neki, hogy nézze. Édesanyja észrevette, hogy fia hamar elkezdte utánozni a rajzfilmfigurákat, ezért nyolcéves korában gyermekszínházba járatta. Varney tizenévesen kezdett el érdeklődni a színművészet iránt, amikor a lexingtoni Lafayette High School (1968-as évfolyam) tanulójaként állami bajnoki helyezéseket szerzett a drámaversenyeken.
Tizenöt éves korában Ebenezer Scrooge-ot alakította egy helyi színházi előadásban; 17 évesen már profi előadóművészként lépett fel éjszakai klubokban és kávéházakban. Egy korábbi tanárát, Thelma Beelert nevezte meg mentoraként, aki segített neki abban, hogy színész legyen. 24 éves korában Varney a Kentucky állambeli Danville-ben működő Pioneer Playhouse színésze volt. 

## Magánélete
Kétszer volt házas, először Jacqueline Drew-val (1977–1983), majd Jane Varneyval (1988-1991). Mindkét házassága válással végződött, habár volt feleségével, Jane-nel haláláig barátságban maradt. Egyik házasságából sem született gyermek.

## Betegsége és halála
Hosszú ideig láncdohányos volt. A Túsztanya című film forgatása alatt, 1998 augusztusában köhögés tört rá. Először azt feltételezte, hogy a forgatás helyszínén lévő hideg időjárás okozta megfázás. Ahogy azonban egyre rosszabb állapotba került, észrevette, hogy véres a zsebkendője. A forgatás befejeztével orvosi kezelést kért, és tüdőrákot diagnosztizáltak nála. Annak ellenére, hogy a színészet kedvéért – állítólag – leszokott a dohányzásról, állapota fokozatosan rosszabb lett. Végül visszatért Tennessee-be, ahol kemoterápiás kezelésen esett át. A kezelés azonban nem sikerült jól, és ezt követően 2000. február 10-én, csütörtökön elhunyt otthonában, a Nashville-től északra fekvő White House-ban. 50 éves volt. A Kentucky állambeli Lexingtonban, a Lexingtoni temetőben temették el.
A Disney Atlantisz – Az elveszett birodalom című filmjét az ő emlékének szentelték. A film egy évvel a halála után jelent meg.

## Filmográfia

### Film
| Év   | Magyar cím                                           | Eredeti cím                                  | Szerep                                                               | Magyar hang         |
| ---- | ---------------------------------------------------- | -------------------------------------------- | -------------------------------------------------------------------- | ------------------- |
| 1982 |                                                      | Spittin' Image                               | seriff                                                               |                     |
| 1983 |                                                      | Knowhutimean? Hey Vern, It's My Family Album | Ernest P. Worrell és egyéb szereplők                                 |                     |
| 1985 | Dr. Otto – Az őrült professzor bosszúja              | Dr. Otto and the Riddle of the Gloom Beam    | Dr. Otto / Ernest P. Worrell és egyéb szereplők                      |                     |
| 1986 |                                                      | The Ernest Film Festival                     | Ernest P. Worrell                                                    |                     |
| 1987 | Ernest táborozni megy                                | Ernest Goes to Camp                          | Ernest P. Worrell                                                    | Harsányi Gábor      |
| 1987 | Hey Vern, Win $10,000...Or Just Count on Having Fun! |                                              | Ernest P. Worrell                                                    |                     |
| 1988 |                                                      | Ernest Saves Christmas                       | Ernest P. Worrell és egyéb szereplők                                 |                     |
| 1989 | Hamm-Hamburger                                       | Fast Food                                    | Gulyás Bob Bundy                                                     | Galkó Balázs        |
| 1989 | Hamm-Hamburger                                       | Fast Food                                    | Gulyás Bob Bundy                                                     | Barabás Kiss Zoltán |
| 1990 |                                                      | Ernest Goes to Jail                          | Ernest P. Worrell / Felix Nash / Nelda nénike                        |                     |
| 1991 |                                                      | Ernest Scared Stupid                         | Ernest P. Worrell / Phineas Worrell / Nelda nénike                   |                     |
| 1992 |                                                      | Ernest's Greatest Hits Volume 2              | Ernest P. Worrell                                                    |                     |
| 1993 | Lángra lobbant szerelem                              | Wilder Napalm                                | Rex                                                                  | Varga Tamás         |
| 1993 | Beverly Hill-dili                                    | The Beverly Hillbillies                      | Jed Clampett                                                         | Rajhona Ádám        |
| 1993 | Ernest kereket old                                   | Ernest Rides Again                           | Ernest P. Worrell                                                    | Harsányi Gábor      |
| 1994 | Ernest suliba megy                                   | Ernest Goes to School                        | Ernest P. Worrell                                                    | Harsányi Gábor      |
| 1995 | Gyilkosságszakértő                                   | The Expert                                   | Kígyó                                                                | Reviczky Gábor      |
| 1995 | Ernest nagy dobása                                   | Slam Dunk Ernest                             | Ernest P. Worrell                                                    | Harsányi Gábor      |
| 1995 | Toy Story – Játékháború                              | Toy Story                                    | Slinky kutya '(hangja)                                               | Kristóf Tibor       |
| 1996 | Snowboard akadémia – Hóból is megárt a sok           | Snowboard Academy                            | Rudy James                                                           | Harsányi Gábor      |
| 1997 | Ernest Afrikába megy                                 | Ernest Goes to Africa                        | Ernest P. Worrell / Hé te, a hindu / Nelda nénike / afrikai táncosnő | Harsányi Gábor      |
| 1997 |                                                      | 100 Proof                                    | Rae apja                                                             |                     |
| 1997 |                                                      | Blood, Friends and Money                     | idős tengerész                                                       |                     |
| 1997 | Karácsonyi kívánság                                  | Annabelle's Wish                             | Mr. Gus Holder (hangja)                                              |                     |
| 1998 | Ernest a seregben                                    | Ernest in the Army                           | Ernest P. Worrell                                                    | Harsányi Gábor      |
| 1998 | A 3 nindzsa nem hátrál                               | 3 Ninjas: High Noon at Mega Mountain         | Lothar Zogg                                                          | Végh Péter          |
| 1999 |                                                      | Existo                                       | Marcel Horowitz                                                      |                     |
| 1999 | Túsztanya                                            | Treehouse Hostage                            | Carl Banks                                                           | Háda János          |
| 1999 | Toy Story 2.                                         | Toy Story 2                                  | Slinky kutya '(hangja)                                               | Kristóf Tibor       |
| 2001 | A Papa és ők                                         | Daddy and Them                               | Hazel Montgomery                                                     |                     |
| 2001 | Atlantisz – Az elveszett birodalom                   | Atlantis: The Lost Empire                    | Jebidiah Allardyce "Süti" Farnsworth (hangja)                        | Kristóf Tibor       |

### Televízió
- Operation Petticoat (1977-1979)
- The Rousters (1983-1984)
- A Simpson család (1998)
- Herkules (1998)